# Give Me Love (Give Me Peace on Earth)
Give Me Love (Give Me Peace on Earth) (englisch; „Gib mir Liebe [Gib mir Frieden auf Erden]“) ist ein Lied des britischen Musikers und Ex-Beatles George Harrison aus dem Jahr 1973. Es erschien als Single und auf dem Album Living in the Material World.

## Hintergrund
Harrison sagt in seiner Autobiografie: “This song is a prayer and personal statement between me, the Lord and whoever likes it.” („Dieses Lied ist ein Gebet und eine persönliche Mitteilung zwischen mir, dem Herrn und jedem, der es mag.“)

## Komposition
Das Lied steht im 4⁄4-Takt, ist in F-Dur notiert und dauert als Single 3:32 Minuten, auf dem Album 3:30 Minuten. Das Tempo wird mit ‚Moderately slow‘ angegeben.

## Text
Im Song bittet der Sänger den Herrn, ihm fünf verschiedene Dinge zu geben: love (Liebe), peace on earth  (Frieden auf Erden), light (Licht), life (Leben) und hope (Hoffnung). An die Bitte, Leben zu geben, schließt sich folgende Bitte an: “Keep me free from birth.” („Halt mich frei von [Wieder-]geburt.“) „[…] das heißt, verhindern, zu dieser Welt zurückzukehren, nachdem man sie verlassen hat.“ „Es gehört zu seinem hinduistischen Glauben an Wiedergeburt, in dem man kontinuierlich wiedergeboren werden muss, bis man sich spirituell perfektioniert, ein Punkt, an dem man nicht länger in die materielle Welt zurückkehren muss um zu lernen.“ „[…] und die ‚Freiheit von Widergeburt‘, wonach er sich sehnt, würde so ein beispielhaftes Leben bezeichnen und den erfolgreichen Übergang zu einer höheren Realität.“
An die Bitte, Hoffnung zu geben, schließt sich folgende Bitte an: “Help me cope with this heavy load trying to touch and reach you with heart and soul.” („Hilf mir, zurechtzukommen mit dieser schweren Bürde, zu versuchen, dich mit Herz und Seele zu berühren und zu erreichen.“) In Harrisons Manuskript steht “heavy load” statt “wordly role” (‚Rolle in der Welt‘), was sich eher auf “soul” reimt.

## Besetzung
Besetzungsliste:
- George Harrison: Gitarren,[16] Gesang
- Gary Wright: Orgel
- Nicky Hopkins: Klavier
- Jim Keltner: Schlagzeug
- Klaus Voormann: Bass[17]

## Aufnahme
Die Aufnahmen fanden in den Apple Studios in London am 9. Oktober 1972 und im Januar 1973 in Henley-on-Thames in Harrisons Anwesen statt. Produzent war George Harrison.

## Veröffentlichung
- Give Me Love (Give Me Peace on Earth) erschien mit Miss O’Dell als B-Seite in den USA am 7. Mai 1973, in Großbritannien am 25. Mai 1973.[20] In Deutschland erschien die Single im Mai 1973.[21]
- Am 30. Mai 1973 erschien das Lied Give Me Love (Give Me Peace on Earth) auf dem Album Living in the Material World.
- Das Lied ist auf den Kompilationsalben The Best of George Harrison (1976) und Let It Roll: Songs by George Harrison (2001) enthalten.
- Am 13. Juli 1992 erschien der Titel auch auf dem Livealbum Live in Japan.
- Am 15. November 2024 erschien die 50th Anniversary Edition von Living in the Material World, die Ausgabe enthält neben der neuabgemischten Version von Give Me Love (Give Me Peace on Earth) von Paul Hicks, auch Take 18-Acoustic Version.

## Chartplatzierungen
Die Single erreichte als höchste Positionen: USA: 1; UK: 8; Deutschland: 28

## Kritiken
“But for now he had proven again that his outstanding ability to create attractive melodies would satisfy the record-buying public, if not the critics.”

„Aber nunmehr hatte er wiederum bewiesen, dass seine hervorragende Fähigkeit attraktive Melodien zu schöpfen das Platten kaufende Publikum zufriedenstellen würde, wenn nicht die Kritiker.“

“[…] the heart-felt plea for love and peace, ‚Give Me Love (Give Me Peace on Earth)‘, a spirited single […]”

„[…] die innige Bitte um Liebe und Frieden, ‚Give Me Love (Give Me Peace on Earth)‘, eine temperamentvolle Single […]“

“It’s a musically beautiful and lyrically simple prayer both for the idealistic dreams of the 1960s – peace and love – as well as for George’s religious ambitions – divine light and freedom from reincarnation. Both times, after the main two verses, we hear ‘OM’.”

„Es ist ein musikalisch schönes und textlich einfaches Gebet sowohl für die idealistischen Träume der 60er – Frieden und Liebe – wie auch für Georges religiöse Ambitionen – göttliches Licht und Freiheit von Wiedergeburt. Beide Male, nach den zwei Strophen, hören wir ‚OM‘.“

„Im Eröffnungsstück des Albums, ‚Give Me Love‘, verwandelte er den Satz ‚oh, my Lord‘ mit einfachen Mitteln in einen Kommentar über die Universalität des Glaubens.“

“Give Me Love reminded the world that Harrison was still around and capable of producing high-quality music.”

„Give Me Love erinnerte die Welt daran, dass Harrison immer noch da war und in der Lage, qualitativ hochwertige Musik zu produzieren.“

## Coverversionen
Beim Concert for George wurde der Titel von Jeff Lynne aufgeführt.